# För världens frälsning
För världens frälsning är en sång med text av Richard Slater (verserna) och W.H. Clark (kören). Musiken är komponerad av William J. Kirkpatrick.

## Publicerad i
- Frälsningsarméns sångbok 1929 Refrängen, Giv åt Jesus äran som nr 92 i körsångsdelen under rubriken "Jubel, strid och erfarenhet".
- Frälsningsarméns sångbok 1968 som nr 704 under rubriken "Begynnelse Och Avslutning".
- Frälsningsarméns sångbok 1990 som nr 484 under rubriken "Lovsång, tillbedjan och tacksägelse".